# Sosnytsia (huyện)
Huyện Sosnytsia (tiếng Ukraina: Сосницький район, chuyển tự: Sosnytsias’kyi raion) là một huyện của tỉnh Chernihiv thuộc Ukraina. Huyện Sosnytsia có diện tích 916 km², dân số theo điều tra dân số ngày 5 tháng 12 năm 2001 là 24878 người với mật độ 27 người/km2. Trung tâm huyện nằm ở Sosnytsia.